# Tolmomyias
Tolmomyias är ett fågelsläkte i familjen tyranner inom ordningen tättingar med utbredning i Latinamerika från södra Mexiko till norra Argentina. Nedanstående lista med sju arter följer AviList:
- Olivgul flatnäbb (T. sulphurescens)
- Guldögd flatnäbb (T. traylori)
- Gulvingad flatnäbb (T. flavotectus)
- Gulbrämad flatnäbb (T. assimilis)
- Gråkronad flatnäbb (T. poliocephalus)
- Olivmaskad flatnäbb (T. viridiceps)
- Gulbröstad flatnäbb (T. flaviventris)

## Familjetillhörighet
Släktet behandlas vanligen som en del av familjen tyranner. Vissa taxonomiska auktoriteter har dock valt att dela upp tyrannerna i flera familjer efter DNA-studier som att tyrannerna består av fem klader som skildes åt redan under oligocen. Tolmomyias förs då till familjen Pipromorphidae.